# Rudy Pevenage
Rudy Pevenage (Moerbeke, 15 de junio de 1954) es un exciclista belga, profesional entre 1976 y 1988. Sus mayores éxitos deportivos los logró en el Tour de Francia al obtener en la edición de 1980 un triunfo de etapa y la clasificación por puntos de la gran ronda francesa. En esa misma edición llevó el maillot amarillo de la prueba en 9 jornadas.
Tras su retirada, fue mentor de Jan Ullrich durante muchos años, hasta que saltó la Operación Puerto en 2006, demostrándose la implicación de Ullrich en la trama de dopaje encabezada por el doctor Eufemiano Fuentes en su consulta de Madrid (España). Las bolsas de sangre de Ullrich tenían, entre otros nombres en clave, Hijo de Rudicio, en referencia a que su mentor (y supuesto enlace con Fuentes) era Rudy Pevenage, Rudicio.

## Biografía

### Ciclista profesional
Fue ciclista profesional de 1976 a 1988. Participó en cuatro Tour de Francia y ganó la seguna etapa del  Tour de Francia 1980, lo que le permitió llevar el maillot amarillo durante nueve días y ganó la clasificación por puntos.

### Mentor de Jan Ullrich

#### Primeros años
Tras su carrera profesional, Rudy Pevenage siguió ligado al ciclismo en calidad de director deportivo. Se convirtió en una persona especialmente próxima a Jan Ullrich, ejerciendo como su mentor desde los inicios como profesional de este y compartiendo éxitos como el maillot amarillo (ganador de la general) en el Tour de Francia 1997 o el maillot oro (ganador de la general) en la Vuelta a España 1999. Cuando Ullrich fue despedido del equipo Telekom tras dar positivo por anfetaminas y alcohol en un control de tráfico en 2002, Rudy acompañó a Ullrich para 2003 en el Team Coast (rebautizado luego como Team Bianchi). Tras el podio de Ullrich en el Tour de Francia 2003, el ciclista volvió al T-Mobile en 2004, y durante dos años (2004 y 2005) Rudy Pevenage estuvo a sueldo de Jan Ullrich como su asesor personal, hasta que en 2006 fue contratado directamente por el equipo T-Mobile como director deportivo.

#### Operación Puerto
Ese año 2006, Ullrich acudió con el objetivo de afinar su puesta a punto para el Tour al Giro de Italia, donde tras ganar una etapa contrarreloj se retiró, alegando ciertos dolores. Dicha retirada se produjo apenas dos días después de que estallara la Operación Puerto realizada por la Guardia Civil en Madrid (España), descubriéndose una red de dopaje en torno a la consulta del doctor Eufemiano Fuentes, donde se incautaron numerosas bolsas sanguíneas con nombres en clave. El nombre de Ullrich fue asociado como uno de los deportistas implicados en la trama de dopaje, publicándose en diversos medios que a él pertenecían los nombres en clave número 1, Jan o Hijo de Rudicio. Este último nombre en clave, Hijo de Rudicio, indicaría la especial relación de Ullrich con Rudy, que sería Rudicio, supuesto enlace entre el doctor Fuentes y el ciclista. Ullrich reapareció en la Vuelta a Suiza, pero fue excluido (junto a otros ciclistas) del Tour de Francia 2006 un día antes del inicio de la carrera por parte de la organización. Al igual que a Ullrich, el T-Mobile despidió a Rudy Pevenage, por su relación con el doctor Fuentes y por haber mentido al equipo afirmando no tener ninguna relación con él. El 14 de septiembre de 2006, aprovechando que Ullrich se encontraba de luna de miel, la policía alemana registró su casa y recopiló muestras de ADN del ciclista. El 26 de febrero de 2007 Ullrich anunció su retirada. Poco después, el 4 de abril de 2007, se informó que, "sin ninguna duda", la muestra de ADN de Ullrich coincidía con el de las bolsas número 1, Jan o Hijo de Rudicio, confirmando su participación en la trama de dopaje.

### Director del Rock Racing
En 2009 fichó por el equipo Rock Racing como director deportivo. El equipo estadounidense, de categoría Continental (última categoría del profesionalismo), tenía en sus filas a numerosos ciclistas implicados en la Operación Puerto, como Tyler Hamilton (quien además había dado positivo en 2004, y volvió a dar ese año), José Enrique Gutiérrez, Óscar Sevilla y Francisco Mancebo.
En marzo, preguntado sobre si en Europa había (como había asegurado la Guardia Civil) otras redes de dopaje como la del doctor Eufemiano Fuentes descubierta en España con la Operación Puerto, Pevenage comentó lo siguiente:
"Al menos hay cinco casos como éste pero, hasta ahora, no los ha descubierto ninguna autoridad. Estos médicos del dopaje están actuando en Francia, Italia, Bélgica y Suiza."

## Palmarés
1977
- 1 etapa de la Vuelta a los Países Bajos

1980
- 1 etapa del Tour de Francia, más la  clasificación por puntos  y la de esprints intermedios

1981
- Druivenkoers Overijse
- Tour de Berna
- Circuito de Houtland

1982
- Stadsprijs Geraardsbergen

## Resultados en Grandes Vueltas
| Carrera         | 1978 | 1979 | 1980 | 1981 | 1982 | 1983  | 1984 | 1985 |
| --------------- | ---- | ---- | ---- | ---- | ---- | ----- | ---- | ---- |
| Giro de Italia  | Ab.  | -    | -    | -    | -    | 106.º | -    | 58.º |
| Tour de Francia | -    | 23.º | 42.º | 75.º | 73.º | -     | -    | -    |
| Vuelta a España | -    | -    | -    | -    | -    | Ab.   | Ab.  | -    |
| Mundial en Ruta | -    | -    | -    | -    | Ab.  | -     | -    | -    |